# Giuseppe Versaldi
Giuseppe Versaldi (Villarboit, 30 luglio 1943) è un cardinale e arcivescovo cattolico italiano, dal 5 giugno 2022 prefetto emerito della Congregazione per l'educazione cattolica.

## Biografia
Nasce a Villarboit, in provincia ed arcidiocesi di Vercelli, il 30 luglio 1943.

### Formazione e ministero sacerdotale
Studia nei seminari dell'arcidiocesi.
Il 29 giugno 1967 è ordinato presbitero, nella cattedrale di Vercelli, dall'arcivescovo Albino Mensa.
Dopo l'ordinazione è coadiutore nella parrocchia del Santissimo Salvatore a Vercelli e, dal 1970, guida spirituale di un gruppo di seminaristi liceali.
Nel 1972 è inviato a Roma a studiare psicologia e diritto canonico alla Pontificia Università Gregoriana.
Nel 1976 viene incaricato di fondare il consultorio familiare diocesano a Vercelli, di cui è direttore; successivamente è presidente della Federazione regionale piemontese dei Consultori di ispirazione cristiana; nel 1977 diventa parroco di Larizzate.
Nel 1980 consegue il titolo di avvocato rotale ed inizia ad insegnare diritto canonico e psicologia presso la Pontificia Università Gregoriana, mentre nel 1985 è nominato dalla Santa Sede referendario e nel 1990 votante presso il Supremo tribunale della Segnatura apostolica.
Nel 1994 l'allora arcivescovo Tarcisio Bertone lo nomina vicario generale dell'arcidiocesi di Vercelli.

### Ministero episcopale e cardinalato

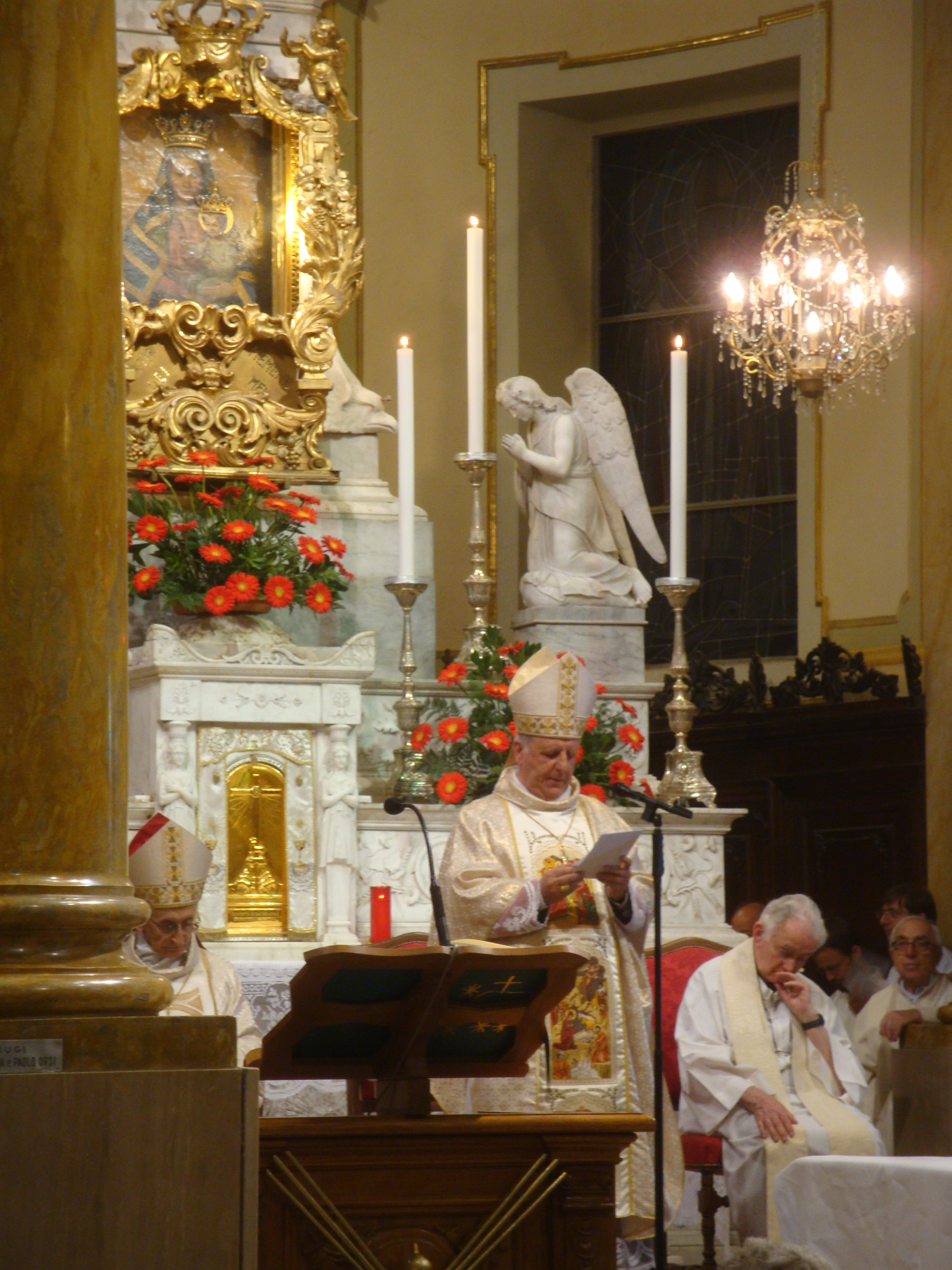
Giuseppe Versaldi in visita al santuario della Beata Vergine della Creta a Castellazzo Bormida.

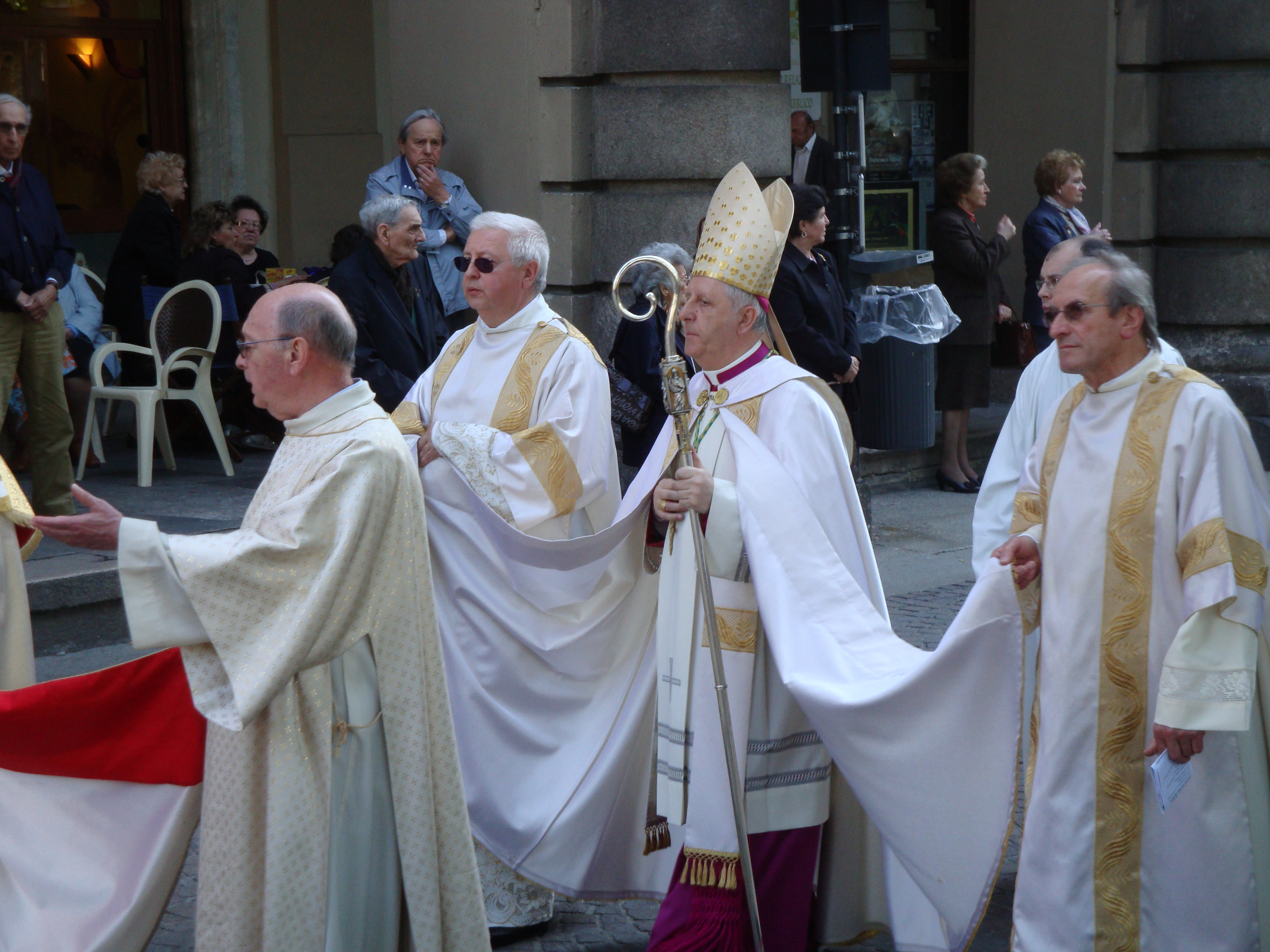
Giuseppe Versaldi durante la processione in onore alla Madonna della Salve ad Alessandria, nel 2009.

Il 4 aprile 2007 papa Benedetto XVI lo nomina vescovo di Alessandria; succede a Fernando Charrier, dimessosi per raggiunti limiti di età. Il 26 maggio successivo riceve l'ordinazione episcopale, nella cattedrale di Vercelli, per l'imposizione delle mani dell'arcivescovo Enrico Masseroni, co-consacranti i vescovi Fernando Charrier e Natalino Pescarolo. Il 10 giugno 2007 prende possesso della diocesi.
Nel marzo 2009 è nominato dal papa visitatore apostolico per i Legionari di Cristo in Italia, Israele, Filippine e Corea; termina questo incarico nel maggio 2010.
Il 21 settembre 2011 papa Benedetto XVI lo nomina presidente della Prefettura degli affari economici della Santa Sede e lo eleva in pari tempo alla dignità di arcivescovo; succede al cardinale Velasio De Paolis, dimessosi per raggiunti limiti di età. Rimane amministratore apostolico della diocesi di Alessandria fino all'ingresso successore Guido Gallese, avvenuto il 25 novembre 2012.
Nel concistoro del 18 febbraio 2012 lo stesso papa lo crea cardinale diacono del Sacro Cuore di Gesù a Castro Pretorio; il 15 giugno prende possesso della diaconia.
Il 15 febbraio 2013 papa Benedetto XVI lo nomina delegato pontificio per la Congregazione dei Figli dell'Immacolata Concezione con l'incarico di guidarla verso un possibile risanamento economico; tale nomina arriva in seguito alla visita apostolica effettuata alla stessa congregazione dall'arcivescovo Filippo Iannone, vicegerente della diocesi di Roma. Il 15 giugno 2016 termina l'incarico.
Il 12 e il 13 marzo 2013 partecipa come cardinale elettore al conclave che porta all'elezione di papa Francesco.
Il 31 marzo 2015 papa Francesco lo nomina prefetto della Congregazione per l'educazione cattolica; succede al cardinale Zenon Grocholewski, dimessosi per raggiunti limiti di età. Ricoprendo questo incarico è inoltre gran cancelliere della Pontificia Università Gregoriana, del Pontificio Istituto Biblico, del Pontificio Istituto di Musica Sacra, del Pontificio Istituto di Studi Arabi e d'Islamistica e del Pontificio Istituto di Archeologia Cristiana; presidente della Commissione interdicasteriale per la formazione dei candidati agli Ordini Sacri, della Pontificia Opera per le vocazioni e patrono del Pontificio Istituto Superiore di Latinità. Il 3 novembre 2016 è nominato, per un quinquennio, gran cancelliere della Pontificia Università Cattolica del Perù.
Il 4 marzo 2022 opta per l'ordine presbiterale mantenendo la titolarità della sua diaconia elevata pro hac vice a titolo.
Il 5 giugno 2022, con l'entrata in vigore della costituzione apostolica Praedicate evangelium, cessa dall'incarico di prefetto della Congregazione per l'educazione cattolica, essendo quest'ultima confluita nel nuovo Dicastero per la cultura e l'educazione.
È stato membro del Supremo tribunale della Segnatura apostolica, della Congregazione per i vescovi, della Congregazione per gli istituti di vita consacrata e per le società di vita apostolica e della Congregazione per la dottrina della fede. Il 4 ottobre 2017 papa Francesco lo nomina membro della Congregazione per l'evangelizzazione dei popoli e il 14 aprile 2018 della Congregazione delle cause dei santi.
Il 30 luglio 2023 compie ottant'anni e, in base a quanto disposto dal motu proprio Ingravescentem Aetatem di papa Paolo VI del 1970, esce dal novero dei cardinali elettori e decade da tutti gli incarichi ricoperti nella Curia romana.

## Genealogia episcopale
La genealogia episcopale è:
- Cardinale Scipione Rebiba
- Cardinale Giulio Antonio Santori
- Cardinale Girolamo Bernerio, O.P.
- Arcivescovo Galeazzo Sanvitale
- Cardinale Ludovico Ludovisi
- Cardinale Luigi Caetani
- Cardinale Ulderico Carpegna
- Cardinale Paluzzo Paluzzi Altieri degli Albertoni
- Papa Benedetto XIII
- Papa Benedetto XIV
- Papa Clemente XIII
- Cardinale Marcantonio Colonna
- Cardinale Giacinto Sigismondo Gerdil, B.
- Cardinale Giulio Maria della Somaglia
- Cardinale Carlo Odescalchi, S.I.
- Cardinale Costantino Patrizi Naro
- Cardinale Lucido Maria Parocchi
- Papa Pio X
- Papa Benedetto XV
- Papa Pio XII
- Cardinale Carlo Confalonieri
- Vescovo Aldo Del Monte
- Arcivescovo Enrico Masseroni
- Cardinale Giuseppe Versaldi